# ونوس سیاه (فیلم)
ونوس سیاه (فرانسوی: Vénus noire‎) فیلمی فرانسوی در ژانر درام به کارگردانی عبداللطیف کشیش است که در سال ۲۰۱۰ منتشر شد. کشیش این فیلم را بر اساس داستان زندگی غمبار زن سیاهپوستی به نام سارا بارتمن ساخت. ونوس سیاه در شصت و هفتمین دوره جشنواره فیلم ونیز نامزد دریافت شیر طلایی این جشنواره بود.

## داستان
داستان فیلم در قرن نوزدهم میلادی می‌گذرد. یک کارفرمای سفید پوست، زن سیاهپوست جوانی را از آفریقای جنوبی به انگلستان می‌آورد و وی را همانند یک جانور در قفس زندانی کرده و در بازار مکاره به نمایش می‌گذارد.

## بازیگران
- یاهیما تورس
- اولیویه گورمه
- ژان کریستف بووه
- جاناتان پینار